# Eduard Bohm
Vilhelm Eduard Bohm, född 26 juni 1858 i Lund, död 22 oktober 1949 på Lidingö, var en svensk veterinär.
Eduard Bohm var son till repslagarmästaren Ludvig Bohm. Han avlade mogenhetsexamen i Lund 1878 och veterinärexamen 1881 och ägnade sig under flera år åt medicinska studier i kemi, patologisk anatomi, histologi, embryologi och bakteriologi vid Lunds universitet. Bohm blev 1882 skvadronhästläkare vid Kronprinsens husarregemente och samma år vid Skånska husarregementet, där han blev bataljonsveterinär 1888. År 1903 blev han regementsveterinär vid Andra Göta artilleriregemente, fick 1907 transport till Kronprinsens husarregemente, erhöll majors tjänsteställning 1920 och avsked 1921. År 1918 förordnade Bohm att inom Arméförvaltningens sjukvårdsstyrelse handlägga vissa ärenden rörande Fältveterinärkårens omorganisation. Åren 1885–1903 var han stadsveterinär i Lund och 1895–1903 även lärare i veterinära ämnen vid Alnarps lantbruks- och mejeriinstitut. Han förordnades 1911 till karantäns- och exportbesiktningsveterinär i Malmö, en befattning han innehade till 1928. Bohm studerade slakthus- och köttbesiktningsväsende i Tyskland, husdjursskötsel i Österrike och serumbehandling vid smittosamma djursjukdomar i Danmark, Tyskland och Ungern. Han utgav flera uppsatser och artiklar inom veterinärmedicinen, bland dessa märks särskilt kapitlet Husdjurens viktigaste sjukdomar i Lantbrukets bok (1902) och Veterinärväsendet vid franska expeditionskåren i Marocko 1907 och 1905 i Krigsvetenskapsakademiens tidskrift, kapitlet Hästen i Svenska jordbrukets bok (1929) och Bidrag till kännedomen om hästens uppträdande under forntiden (1942). Bohm är begravd på Norra kyrkogården i Lund.